# Skrjabingylus nasicola
Skrjabingylus nasicola är en rundmaskart som först beskrevs av Leuckart 1842.  Skrjabingylus nasicola ingår i släktet Skrjabingylus och familjen Skrjabingylidae. Inga underarter finns listade i Catalogue of Life.